# L'amor coniugale
L'amor coniugale è una farsa sentimentale in un atto del compositore tedesco Johann Simon Mayr su libretto di Gaetano Rossi, basato a sua volta su Léonore, ou L'amour conjugal Jean-Nicolas Bouilly. Testo di Boully, scritto nel 1798, starà successivamente alla base del libretto del Fidelio di Ludwig van Beethoven, che verrà messo in musica sempre nel 1805.
Fu rappresentata per la prima volta, con un buon successo, il 26 luglio 1805 al Teatro Nuovo di Padova.
La trama della farsa tratta della storia di una moglie fedele che cerca di liberare il proprio marito innocente dalla prigione e da una morte imminente. Per far ciò si traveste da ragazzo e presta servizio come assistente presso la galera dove è tenuto il proprio amato. Diversamente dalla versione originale di Bouilly, ambientata durante la Rivoluzione francese, Mayr traspone la vicenda nella Polonia del XVIII secolo.

## Rappresentazione in tempi moderni
L'opera è stata riportata sulle scene il 17 luglio 2004 a Kurhaus, sotto la direzione di Christopher Franklin. Nell'occasione è stata effettuata la prima registrazione assoluta.